# Reclinable

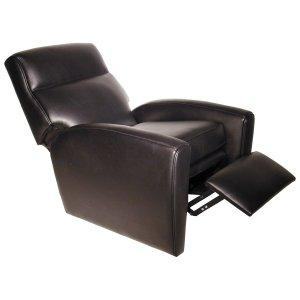
Un reclinable

Un reclinable, reclinador o sillón relax, es un sillón o sofá que se reclina cuando el ocupante baja el respaldo y levanta su frente.  Tiene un respaldo que puede inclinarse hacia atrás y con frecuencia un reposapiés, que puede ser extendido por medio de una palanca en el lateral, o puede extenderse automáticamente cuando se recline la espalda.
Los reclinables modernos a menudo cuentan con un reposacabezas ajustable, soporte lumbar y un reposapiés independiente, que se ajusta con el peso y el ángulo de las piernas del usuario, para maximizar el confort. 
Este tipo de reclinables han evolucionada dando como lugar a los sillones de lactancia para embarazadas, ofreciéndoles multitudes de beneficios para la salud de la madre, evitando posibles molestias de espaldas.
También están disponibles reclinables que están adaptados para personas mayores o de movilidad reducida, que se conocen como levantapersonas o levantador.

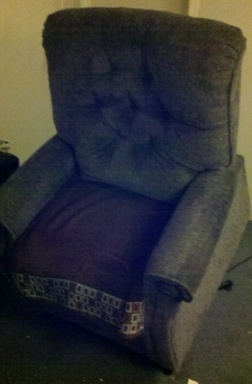
Un ejemplo de levantador.